# Hydropsyche talautensis
Hydropsyche talautensis är en nattsländeart som beskrevs av Wolfram Mey 1999. Hydropsyche talautensis ingår i släktet Hydropsyche och familjen ryssjenattsländor. Inga underarter finns listade i Catalogue of Life.